# Bark at the Moon (bài hát)
"Bark at the Moon" là một bài hát của ca sĩ heavy metal người Anh Ozzy Osbourne. Đây là đĩa đơn đầu tiên được phát hành trích từ album cùng tên ra mắt năm 1983 của ông. Video âm nhạc (MV) sản xuất cho ca khúc là MV đầu tiên của Osbourne. Bài hát lần lượt vươn lên các thứ hạng cao nhất là vị trí số 21 trên UK Singles Chart và số 12 trên bảng xếp hạng Album Rock Tracks của Billboard. Bài hát nhận được sự tán dương từ giới phê bình, thường được bầu là một trong những bài hát hay nhất của Ozzy.

## Thông tin

### Ghi công sáng tác
Mặc dù được chính thức ghi công cho một mình Osbourne, "Bark at the Moon" lại được đồng sáng tác bởi tay guitar Jake E. Lee và tay bass/sáng tác lời Bob Daisley. Lee cho biết ông bị vợ kiêm quản lý của Osbourne là Sharon dọa sa thải nếu ông từ chối ký vào một bản hợp đồng vào năm 1983 ghi rằng ông sẽ từ bỏ quyền sáng tác và xuất bản. Năm 2003, Daisley đâm đơn kiện chống lại nhà Osbourne, yêu cầu đền bù phí tổn cho những đóng góp sáng tác đáng kể của ông.

## Video âm nhạc
Về mặt lời, bài hát nói về một sinh vật nọ từng khủng bố một thị trấn, bị giết rồi sau đó bí ẩn trở lại một lần nữa để tàn phá ngôi làng. Tuy nhiên video âm nhạc (MV) lại chủ yếu vay mượn từ câu chuyện kinh điển Bác sĩ Jekyll và Ông Hyde của Robert Louis Stevenson, miêu tả Osbourne là một "nhà khoa học điên" uống một chất lạ trong phòng thí nghiệm của mình, làm ông biến thành người sói như được miêu tả trên bìa của album Bark at the Moon. Do bị người đời phán là kẻ mất trí, sau đó ông được đưa nhập viện tâm thần. Các hiệu ứng hóa trang được xử lý bởi Rick Baker (nổi tiếng nhất nhờ công việc hóa trang trong An American Werewolf in London của John Landis và MV cho bài hát Thriller của Michael Jackson).
MV bài hát được ghi hình một phần ở Viện dưỡng lão Holloway, ngoại ô Luân Đôn, Anh. Ở đầu thập niên 1980 – thời kì tiếp thị bằng video âm nhạc, MV "Bark at the Moon" là MV đầu tiên của Osbourne, rất được công chúng mong đợi bởi phần hình ảnh táo bạo của ông. Tay trống Tommy Aldridge chơi nhạc trong phòng thu để ghi âm bài hát, nhưng trong MV vị trí của anh trong ban nhạc bị thay thế bởi Carmine Appice.

## Các bản hát lại
- Ban nhạc punk rock người Mỹ Strung Out đã thu âm một phiên bản của ca khúc cho album tổng hợp Punk Goes Metal (2000).
- Bản chất lượng cao của album Retribution (2009) của ban nhạc thrash metal người Mỹ Shadows Fall có một bản cover của bài hát, được phát hành thành đĩa đơn vào năm 2010.
- Ban nhạc horror punk Frankenstein Drag Queens from Planet 13 phát hành một phiên bản của ca khúc cho album Viva Las Violence (20021).
- Bài hát xuất hiện trong trò chơi điện tử Grand Theft Auto: Vice City (2002) trên đài phát thanh "V-Rock".
- Một bản cover của ca khúc là bài hát cuối trong trò chơi điện tử âm nhạc Guitar Hero, còn một bản thu âm hậu kỳ có mặt trong Guitar Hero Smash Hits.

## Tranh cãi
Vào dịp Giao thừa năm 1983, một cậu thanh niên người Canada tên James Jollimore đã sát hại một phụ nữ cùng hai con trai cô tại Halifax, Nova Scotia sau khi nghe bài hát "Bark at the Moon". Một người bạn của tên sát nhân cho hay: "Jimmy nói rằng mỗi lần nghe bài hát là anh ấy cảm thấy trong người mình thật lạ... Anh ấy nói rằng khi nghe bài hát vào đêm Giao thừa, anh đã đi ra ngoài và đâm chết người".

## Đội hình thể hiện
- Ozzy Osbourne – hát
- Jake E. Lee – guitar
- Bob Daisley – bass
- Tommy Aldridge – trống
- Don Airey – keyboard

## Bảng xếp hạng
| Xếp hạng (1983)                               | Vị trí cao nhất |
| --------------------------------------------- | --------------- |
| Anh Quốc (OCC)                                | 21              |
| US Bubbling Under Hot 100 Singles (Billboard) | 109             |
| Mainstream Rock (USA)                         | 12              |